# Mahmud-e Eraki
Mahmud-e Eraki – miasto we wschodnim Afganistanie. Jest stolicą prowincji Kapisa. W 2015 roku liczyło ok. 74 tys. mieszkańców.